# IC 583
IC 583 ist eine spiralförmige Radiogalaxie vom Hubble-Typ Sbc im Sternbild Löwe an der Ekliptik. Sie ist schätzungsweise 349 Millionen Lichtjahre von der Milchstraße entfernt und hat einen Durchmesser von etwa 145.000 Lichtjahren. Vom Sonnensystem aus entfernt sich die Galaxie mit einer errechneten Radialgeschwindigkeit von näherungsweise 7.900 Kilometern pro Sekunde.
Gemeinsam mit IC 582 bildet sie das Galaxienpaar Holm 155 und mit PGC 1542326 ein gravitativ gebundenes Triplet. Im selben Himmelsareal befinden sich unter anderem die Galaxien PGC 1539661, PGC 1543368, PGC 1540501, PGC 1546638.
Das Objekt wurde am 16. Dezember 1893 vom französischen Astronomen Stéphane Javelle entdeckt.